# Calamus cumingianus
Calamus cumingianus är en enhjärtbladig växtart som beskrevs av Odoardo Beccari. Calamus cumingianus ingår i släktet Calamus och familjen Arecaceae. Inga underarter finns listade i Catalogue of Life.